# Jacques Coutrot
Jacques Coutrot (París, 10 de abril de 1898-Mormant, 17 de septiembre de 1965) fue un deportista francés que compitió en esgrima, especialista en las modalidades de florete y espada.
Participó en dos Juegos Olímpicos de Verano en los años 1924 y 1936, obteniendo dos medallas, oro en París 1924 y plata en Berlín 1936. Ganó seis medallas en el Campeonato Mundial de Esgrima entre los años 1930 y 1951.

## Palmarés internacional
| Juegos Olímpicos   | Juegos Olímpicos   | Juegos Olímpicos | Juegos Olímpicos    |
| Año                | Lugar              | Medalla          | Prueba              |
| ------------------ | ------------------ | ---------------- | ------------------- |
| 1924               | París (Francia)    | Medalla de oro   | Florete por equipos |
| 1936               | Berlín (Alemania)  | Medalla de plata | Florete por equipos |
| Campeonato Mundial |                    |                  |                     |
| Año                | Lugar              | Medalla          | Prueba              |
| 1930               | Lieja (Bélgica)    | Medalla de plata | Florete por equipos |
| 1931               | Viena (Austria)    | Medalla de plata | Espada por equipos  |
| 1933               | Budapest (Hungría) | Medalla de plata | Espada por equipos  |
| 1937               | París (Francia)    | Medalla de plata | Espada individual   |
| 1937               | París (Francia)    | Medalla de plata | Espada por equipos  |
| 1951               | Estocolmo (Suecia) | Medalla de oro   | Espada por equipos  |